# Xã Land, Quận Grant, Minnesota
Xã Land (tiếng Anh: Land Township) là một xã thuộc quận Grant, tiểu bang Minnesota, Hoa Kỳ. Năm 2010, dân số của xã này là 261 người.